# Joost Veerkamp
Pour les articles homonymes, voir Veerkamp.
Joost Veerkamp (né à Diemen en 1953) est un illustrateur néerlandais, graphiste et dessinateur de la ligne claire.

## Biographie
Veerkamp a suivi des études de graphisme à la Rijksakademie van Beeldende Kunsten à Amsterdam. Dessinateur de bandes dessinées et illustrateur, il est aussi un grand admirateur d'Hergé, ce dont témoignent les nombreux pastiches de Tintin qu'il a produit. Son trait garde cependant un caractère personnel, reconnaissable à la stylisation des détails. Son style raide témoigne de sa fascination pour l'architecture, tandis que sa palette et ses compositions lorgnent vers les estampes japonaises. Pour rendre les effets de lumière et d'atmosphère, Veerkamp utilisait autrefois des bombes de peinture. Il produit de nos jours des effets comparables par ordinateur. On reconnait ses dessins à leurs teintes passées.
Veerkamp a travaillé avec un grand nombre d'écrivains, notamment Gerrit Komrij, Hugo Claus, Rudy Kousbroek et F.B. Hotz. Il écrit également et publie ses propres livres. On compte parmi eux Het Postzegelalbum van Joost Veerkamp (L'Album de timbres de Joost Veerkamp), dont il tire sa plus grande notoriété. Il a par ailleurs travaillé pour les journaux nationaux néerlandais De Volkskrant, NRC Handelsblad et Vrij Nederland.
Actuellement, Joost Veerkamp alterne projets personnels et commandes. Veerkamp a monté sa propre maison d'édition, "Editions Obscures", structure par laquelle il réalise des tirages de ses œuvres, de ses cartes postales et de ses livres. Il vit et travaille dans la ville d'Heemstede, près de Haarlem, aux Pays-Bas. Avec le dessinateur Joost Swarte, il est l'un des principaux représentant néerlandais de la ligne claire (Klare lijn).